# De Helsdeur
De Helsdeur is een boezemgemaal in Den Helder. Het gemaal, dat in 1973 in bedrijf ging, slaat het water van de Schermerboezem uit op Het Nieuwe Diep, dat in open verbinding staat met de Waddenzee. Het was het tweede boezemgemaal van het toenmalige Hoogheemraadschap van de Uitwaterende Sluizen in Kennemerland en West-Friesland (US), dat in 2003 is opgegaan in Hoogheemraadschap Hollands Noorderkwartier. De Helsdeur is vernoemd naar het diepste punt van het Marsdiep.
Voordat De Helsdeur in gebruik werd genomen werd overtollig water alleen langs natuurlijke weg via spuisluizen afgevoerd. Dit leidde regelmatig tot problemen, als bij zware regenval en opstuwend water langere tijd niet gespuid kon worden, en voor de inliggende polders een maalverbod moest worden afgekondigd. Door de ingebruikname van het Zaangemaal (15 juni 1967) en De Helsdeur (13 april 1973) werd dit probleem veel minder.
Beide gemalen waren ook belangrijk voor de bestrijding van de watervervuiling. Het afvalwater van de fabrieken en de huishoudens kwam destijds via het riool veelal ongezuiverd in de sloten en kanalen terecht. Met behulp van de twee boezemgemalen kon het vuile water worden uitgespoeld, terwijl er elders schoon IJsselmeerwater kon worden ingelaten.
De Helsdeur is ook een belangrijk wapen in de strijd tegen verzilting. Door de schutsluizen en het marinedok in Den Helder kwam veel zout zeewater Noord-Holland in. Vooral voor de bloembollenkwekerij vormde dat een groot gevaar. De Helsdeur pompt het binnenkomende zoute water meteen weer in zee terug. 

## Bouw en ingebruikname
Het maken van de concrete plannen voor De Helsdeur was niet eenvoudig. Er moest met een groot aantal partijen overleg worden gevoerd. Het Waterloopkundig Laboratorium in Delft voerde ondertussen modelproeven uit. In 1969 ging de bouw van start. Vanwege de ligging nabij de marinehaven (bij oorlog een mogelijk doelwit) werd het gebouw voorzien van een bomvrije schuilkelder voor het personeel en hun gezinsleden. In november 1972 kwam het werk gereed en kon men gaan proefdraaien. De officiële ingebruikname vond plaats op 13 april 1973.
Het gebouw is ontworpen door de architect H. Postel. Vooral door de goed gekozen langwerpige raampartijen wist hij De Helsdeur iets extra's mee te geven. In de westgevel van het gebouw zitten twintig kleurige mozaïeken. Zij tonen de wapens van de provincie, het voormalige Hoogheemraadschap van de Uitwaterende Sluizen en 18 andere oude Noord-Hollandse waterschappen. De mozaïeken werden vervaardigd door Nel Bouwhuys-Klaassen, winnares van de prestigieuze Prix de Rome en beroemd om haar bijzondere monumentale beeldhouwkunst. 

## Capaciteit
De bemalingscapaciteit van De Helsdeur bedroeg 2.400 m³ water per minuut. Daarnaast kon er door de vier spuikanalen ook nog gewoon worden gespuid langs de natuurlijke weg (spuicapaciteit 4.200 m³ water per minuut). In 1994 werd Noord-Holland echter toch met overstromingen geconfronteerd. Het regende half september aan één stuk door en op dat moment was juist een van de vier dieselmotoren van De Helsdeur in onderhoud. Mede wegens moeilijkheden met de levering van reserve-onderdelen koos het hoogheemraadschap voor bedrijfszekerheid en stapte over op elektrisch aangedreven centrifugaalpompen. De capaciteit werd opgevoerd tot 3.600 m³ per minuut. Dit werk kwam in 2002 gereed.

## Galerij

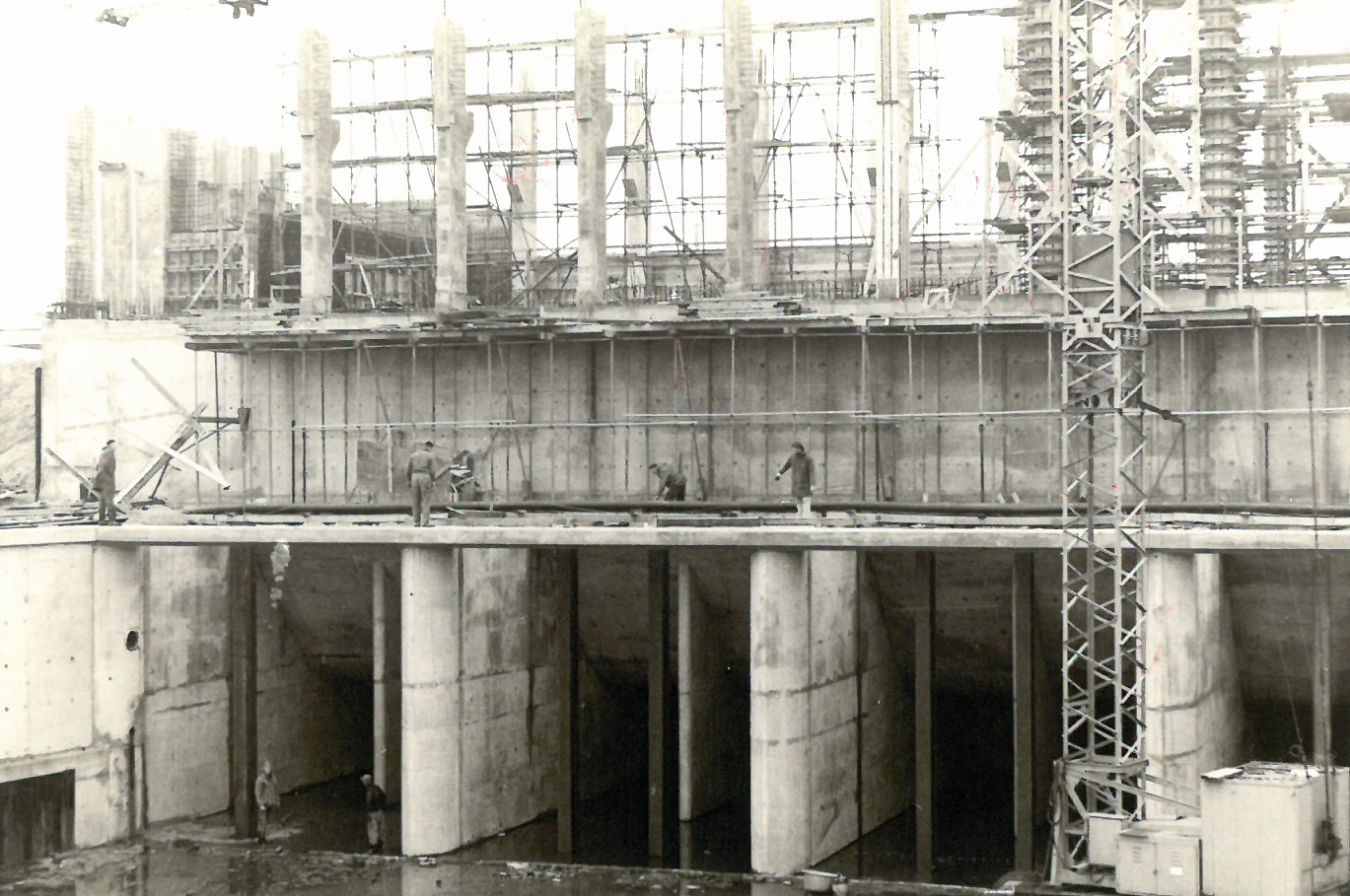
Bouw van het gemaal (1972)
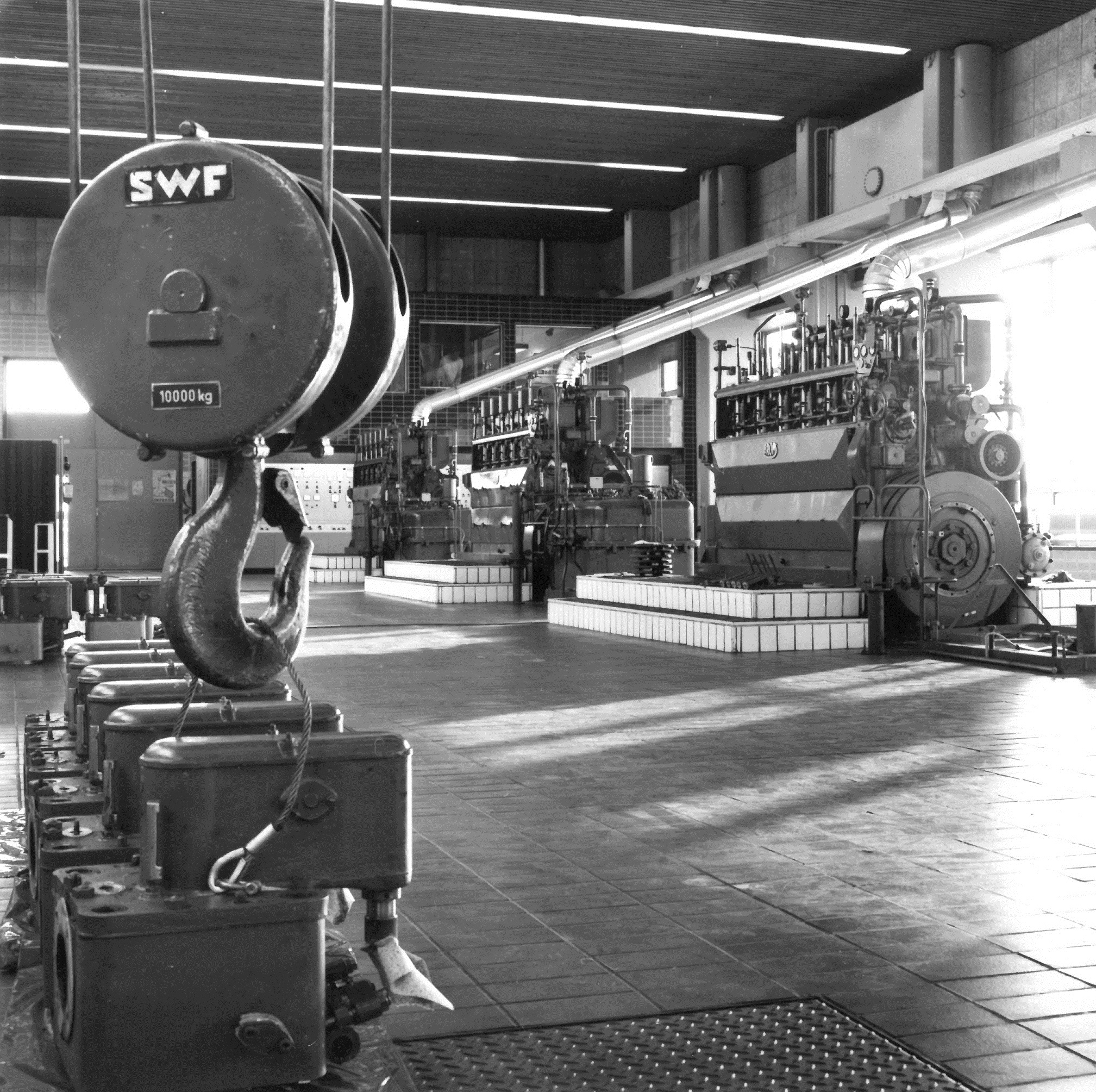
Interieur (1973)
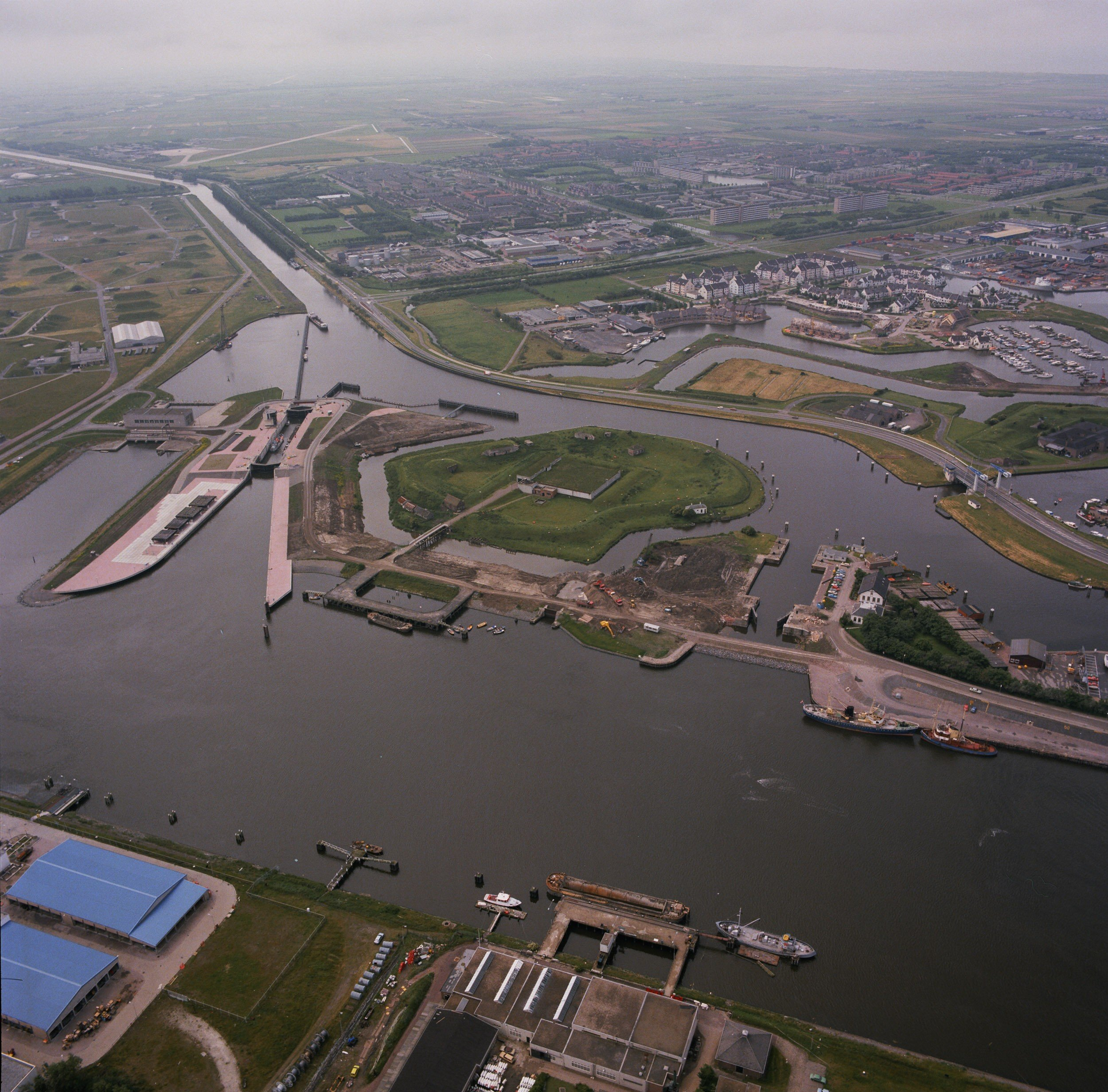
Omgeving van het gemaal, op de foto links van de Koopvaardersschutsluis (1985)